# Argia deami
El caballito del diablo (Argia deami), de la familia de los caballitos de alas angostas (Coenagrionidae) es una especie endémica de México, su distribución está restringida al centro del país1.

## Clasificación y descripción
Argia es el género con mayor número de especies en América, pertenece a la familia de los caballitos de alas angostas. Parte posterior de la cabeza azul claro, banda azul antehumeral de igual grosor que la banda negra medio dorsal. Línea humeral sin bifurcación, su mitad inferior el doble de grueso de la superior. Segmento dos del abdomen azul, cada lado con un punto anteapical negro y pequeño; segmentos 3-7 azules, cada lado con un punto negro en un 0.25-0.5 apical; 8-9 azules sin marcas2. Medidas: abdomen≈29 mm; ala trasera ≈22-25 mm².

## Distribución
Especie endémica de México, solo se conoce de pocas localidades en el altiplano dentro de los estados de Hidalgo y Estado de México1.

## Hábitat
Arroyos y ríos en áreas abiertas2.

## Estado de conservación
No se considera dentro de ninguna categoría de riesgo.